# تاتیانا پترنکو-ساموسنکو
تاتیانا پترنکو-ساموسنکو (روسی: Татьяна Дмитриевна Петренко-Самусенко؛ ۲ نوامبر ۱۹۳۸ – ۲۴ ژانویهٔ ۲۰۰۰) شمشیرباز اهل اتحاد جماهیر شوروی سوسیالیستی بود.
وی در مسابقات کشوری و بین‌المللی در مجموع برندهٔ ۸ مدال طلا، ۵ مدال نقره، ۱ مدال برنز شده‌است.